# Alaíde Costa
Alaíde Costa Silveira Mondin Gomide, conosciuta come Alaíde Costa (Rio de Janeiro, 8 dicembre 1935), è una cantante e cantautrice brasiliana.

## Biografia

### Gli inizi
Alaíde Costa nacque nel quartiere Méier, situato nella zona nord della metropoli carioca. Il fratello la iscrisse a una gara canora locale per bambini, e tredicenne fu ospitata da Rádio Tupi nel programma Sequência G3 vincendo una competizione canora, e l’anno dopo in Arraia miúda della Rádio Nacional, entrambe trasmissioni per giovani promesse. Più avanti, apparve in Pescando estrelas, trasmissione di Ary Barroso per Rádio Clube do Brasil.

### La carriera artistica
Il locale Avenida, a Rio de Janeiro, lo stesso club dove avevano esordito in precedenza due altre stelle musicali, Elizeth Cardoso e Ângela Maria, la vide muovere nel 1957 i suoi primi passi da cantante professionista. Due anni dopo era in sala di incisione per due 78 giri. Il primo vedeva Conselhos e Domingo de amor, per il secondo, intitolato Tarde demais, fu premiata come rivelazione dell’anno. Pur provenendo musicalmente dal bolero, nel 1959 Alaíde Costa fu conquistata alla bossa nova da João Gilberto e registrò il primo album dal titolo Gosto de você, nel quale la cantante riprendeva composizioni di alcuni fra i maggiori autori del nuovo sound: fra di essi Dolores Duran, João Donato, Carlos Lyra, Ronaldo Bôscoli, Oldemar Magalhães, Paulo Tito, Tom Jobim, Vinícius de Moraes, oltre allo stesso Gilberto. Quell’anno Alaíde Costa partecipò a uno spettacolo tenuto presso la Facoltà di Architettura di Rio insieme a molti nomi di giovani musicisti e conquistò la platea con l’interpretazione di Chora tua tristeza, composta da Oscar Castro-Neves e Fiorini, risultando l’artista più acclamata assieme a Sylvia Telles. Due mesi dopo era sul palco in un’altra esibizione di compositori di bossa nova organizzata da Bôscoli, e in dicembre con altri nomi nell’auditorio di Rádio Globo. A fine anno, riuniti dalla rivista O Cruzeiro, si ritrovarono in qualità di esponenti del suovo sound Alaíde Costa, Gilberto, Luiz Bonfá, Bôscoli, Lyra, Roberto Menescal, la Telles, Nara Leão, Oscar e Iko Castro-Neves, Luiz Eça, Chico Feitosa, Nana Caymmi e altri, insieme ad Ary Barroso che, come rappresentante della vecchia generazione musicale, con la sua presenza passava idealmente il testimone.
Un altro LP di successi di bossa nova venne lanciato nel 1960 con il titolo Alaíde canta suavemente; a molti degli autori precedentemente ripresi si aggiunsero qui fra gli altri Oscar Castro-Neves, Maria Cecília, Aloysio de Oliveira, Luiz Bandeira, Roberto Menescal, Newton Mendonça; in quell’anno la cantante partecipò a concerti di bossa nova tenuti a Rio de Janeiro. È dell’anno seguente l’LP Alaíde jóia moderna; in questo lavoro, oltre a richiamare composizioni di altri artisti quali Baden Powell e Billy Blanco, esordiva come cantautrice con il brano Canção de amor sem fim, scritto in collaborazione con Geraldo Vandré. Nel 1962 la cantante si sposò e si trasferì a San Paolo da Rio de Janeiro – dove, ingaggiata dalla Odeon, la Costa era stata tenuta lontana dalla sala di registrazione, comportamento che la cantante addebitava a una forma di razzismo da parte della casa discografica.
L’LP Afinal..., pubblicato nel 1963, traeva il titolo dalla title track  composta da Alaíde Costa, che in questo lavoro incideva inoltre brani di altri autori fra i quali Paulinho Nogueira. Quello successivo fu un anno di esibizioni dal vivo dagli esiti felici. Al Teatro Paramount di San Paolo fu una fra le tante figure di spicco nello spettacolo O fino da bossa, con un ricco cartellone di musicisti, alcuni venuti da Rio de Janeiro – Nara Leão, Jorge Ben, Wanda Sá, Rosinha de Valença, Os Cariocas, Marcos Valle – e altri paulisti di nascita o di adozione, come Walter Wanderley, Paulinho Nogueira, Claudette Soares e lo Zimbo Trio; e in quell’occasione Alaíde Costa ottenne un grande successo di pubblico e di critica con la canzone Onde estã você. Al teatro Santa Rosa di Rio fu sul palco assieme a Castro-Neves, di nuovo a San Paolo prese parte al I Festival Universitario dell’emittente TV Tupi, e si esibì al Teatro Municipale paulista in Alaíde alaúde, un recital di musiche rinascimentali. Il 1965 fu la volta dell’LP Alaíde Costa, che includeva composizioni di Valle, Castro-Neves e Chico Buarque e vedeva Todu o que é meu, scritto dalla cantante in collaborazione con Vinícius de Moraes.
Per problemi di salute la cantante stette lontana dalle scene fino al 1972, anno in cui tornò partecipando all’LP Clube de esquina con l’incisione in compagnia di Milton Nascimento del brano Me deixa em paz. Dello stesso anno è il maxi singolo che includeva Diz, Enlouqueci, Ansiedade e E a gente sonhando. Un altro LP, prodotto da Aloysio de Oliveira, fu lanciato l’anno successivo, Alaíde Costa e Oscar Castro Neves, contenente una composizione della cantante, Amigo amado, scritta assieme a Vinícius, e altri brani di Carlos Lyra, Vinícius de Moraes, Oscar Castro-Neves. Il 1974 la vide in sala di registrazione per incidere un LP, Alaíde Costa, e un maxi singolo con quattro tracce. Partecipò a fianco di Johnny Alf e di Lúcio Alves alla puntata Bossa Nova della serie radiofonica MPB-100, da cui vennero tratti otto album. Uscì anche il singolo One está você, reinciso dalla cantante. L’anno successivo venne pubblicato l’album Coração, con un brano di sua composizione, poi nel 1982 incise composizioni di Hermínio Bello de Carvalho riprodotte nell’LP Águas vivas: Alaíde Costa canta Hermínio Bello de Carvalho. Nel 1988 uscì Amiga de verdade che vedeva, oltre alla Costa, Paulinho da Viola, Egberto Gismonti e Milton Nascimento. Dopo tre anni, a San Paolo fu sul palcoscenico con Nogueira nello spettacolo Coração violão, e in un’altra esibizione intitolata Alaíde canta Tom Jobim. Il Teatro Municipal di San Paolo la accolse di nuovo in uno spettacolo nel quale cantava composizioni di Jobim, ottenendo un grande successo.
Nel 2000 lanciò il CD Falando de amor e fu protagonista nei locali Mistura Fina e Vinicius Piano Bar, a Rio de Janeiro. Tre anni dopo era con Johnny Alf al Queen Elizabeth Hall per partecipare al London Jazz Festival, e nel 2005 si ebbe la pubblicazione del CD Tudo che o tempo me deixou, dove la Costa era supportata da un quintetto. In quell’anno, a Parigi partecipò allo spettacolo Brasil Brasileiro a fianco di Elza Soares e Jair Rodrigues. Nel 2011 venne pubblicato il box 100 anos de Música Popular Brasileira, quattro CD doppi che raccolgono le incisioni di molti artisti brasiliani e nei quali Alaíde Costa canta Desafinado e Eu não existo sem você, di Jobim e Mendonça, Garota de Ipanema di Jobim e Vinícius, e Lobo bobo di Carlos Lyra e Ronaldo Bôscoli. Tre anni più tardi uscì Canção de Alaíde, contenente classici della bossa nova composti dalla cantante assieme ad altri musicisti. Dello stesso anno è il libro di Ricardo Santhiago intitolato Alaíde Costa: faria tudo de novo, biografia che traccia la carriera artistica della cantante. Per festeggiare gli ottant’anni dell’artista, fu rappresentato uno spettacolo che ripercorre i suoi lavori. Nello stesso anno, sempre nel quadro dei festeggiamenti, Alaíde Costa ha inciso il disco Alegria è guardada em cofres, catedrais, assieme al chitarrista Toninho Horta. Nel 2022 ha pubblicato il CD O que meus calos dizem sobre mim.

## Discografia

### LP
- 1959 – Gosto de você • RCA Victor • LP
- 1960 – Alaíde canta suavemente • RCA Victor
- 1961 – Alaíde, jóia moderna • RCA Victor • LP
- 1963 – Afinal...  • Audio Fidelity
- 1965 – Alaíde Costa • Som Maior
- 1972 – Clube da Esquina • EMI-Odeon
- 1973 – Alaide Costa & Oscar Castro Neves • Odeon
- 1975 – Alaíde Costa • Coronado/Odeon
- 1976 – Coração • EMI/Odeon • LP
- 1982 – Águas vivas • Vento de Raio
- 1988 – Amiga de verdade • Independente

### CD
- 1993 – No Tom da Mangueira • Saci • CD
- 1995 – Alaíde Costa & João Carlos Assis Brasil • Movieplay • CD
- 1996 – Songbook Tom Jobim • Lumiar Discos • CD
- 1997 – Pouco pra mim • Dabliú Discos • CD
- 1998 – Milton Nascimento-Sua vida, sua música • Reader's Digest • CD
- 2000 – Falando de amor • CID • CD
- 2005 – Tudo que o tempo me deixou • CD
- 2011 – 100 Anos de Música Popular Brasileira (artisti vari) – partecipazione – Instituto Cultural Cravo Albin/Discobertas – Box con 4 CD
- 2014 – Canções de Alaíde • Selo Nova estação • CD
- 2015 – Alegria é Guardada em Cofres, Catedrais - Com Toninho Horta • Independente • CD
- 2022 - O que meus calos dizem sobre mim

### Singoli
- 1957 – Conselhos/Domingo de amor • 78
- 1957 – Tarde demais • 78
- 1972 – Diz/Ansiedade/Enlouqueci/E a gente sonhando • Maxi singolo
- 1972 – Diariamente/Antes e depois • singolo
- 1973 – Alaíde Costa • Odeon • singolo
- 1974 – Calvário/Avenida fechada/Primavera/O rei da França na ilha da assombração • Maxi singolo
- 1975 – Alaide Costa • Odeon • singolo
- 1975 – Onde está você • singolo[11]